# 합포초등학교
합포초등학교는 대한민국 경상남도 창원시 마산합포구에 있는 공립 초등학교이다.

## 학교 연혁
- 1946년 11월 3일 합포국민학교 개교
- 1981년 3월 1일 병설유치원(3학급) 개원, 특수학급(1학급) 편성
- 1991년 12월 12일 학교급식 실시
- 1996년 3월 1일 합포초등학교로 개칭
- 2000년 11월 20일 꿈의 전당(강당) 개관
- 2006년 9월 1일 초등돌봄교실 운영

## 참고 자료
- 합포초등학교 - 한국교육학술정보원 학교알리미